# José María Alonso Fernández
José María "Txema" Alonso Fernández (Bilbao, 24 d'abril del 1971) és un exfutbolista professional basc.
Va jugar a la UE Lleida en dues etapes diferents: 1990-1995 (on formà part de l'equip que assolí l'ascens a Primera i 2003-2006, on es retirà definitivament de l'esport.
També va jugar al Racing de Santander (1995-2002) i tingué un breu pas pel Getafe CF l'any 2003.
A les eleccions locals de 2007 es presentà a la candidatura del PSC per Lleida, tot i que no milita en aquest partit. Actualment, és conseller delegat d'Esports de la Paeria de Lleida.